# Operacja Deadlight

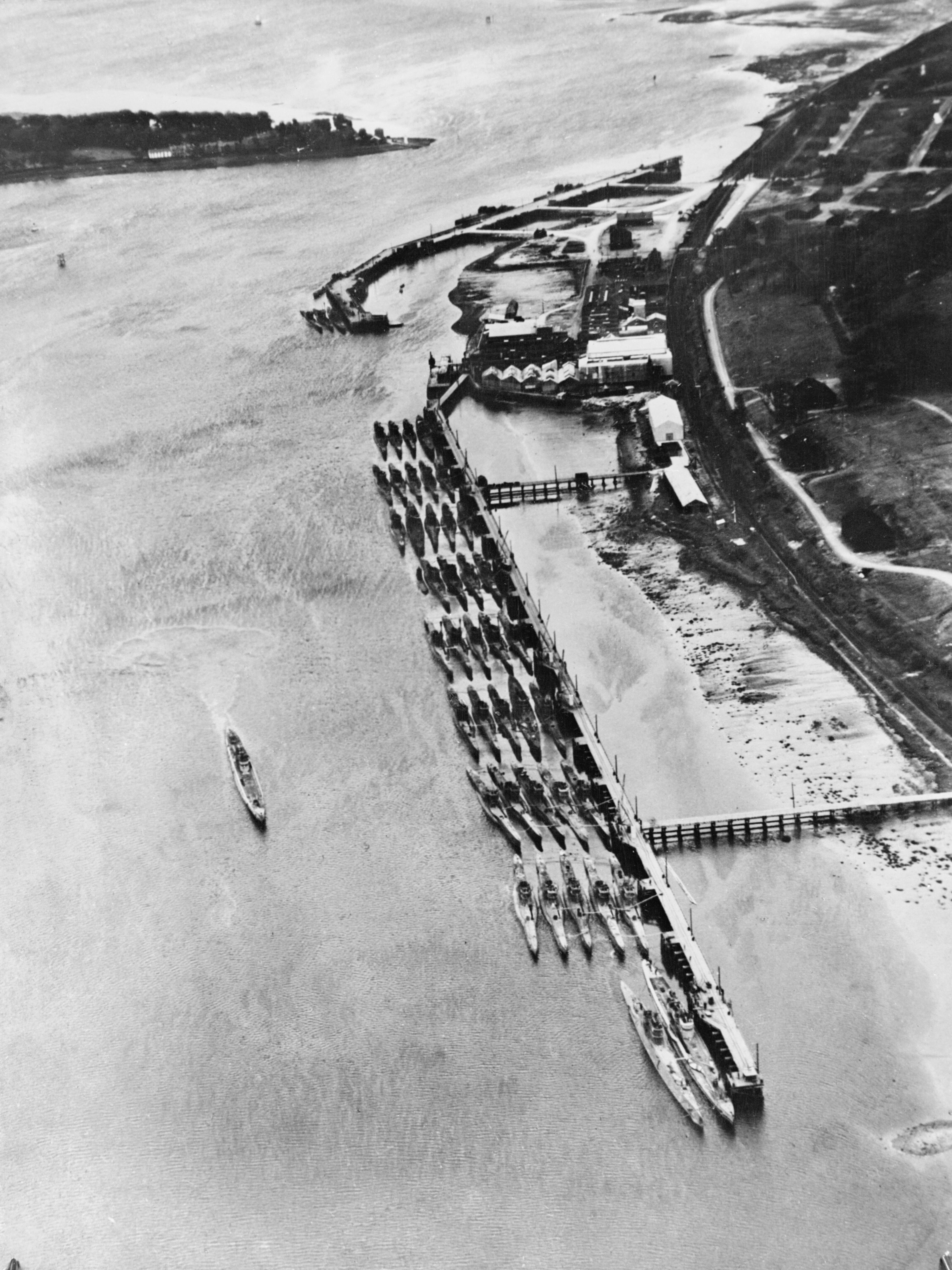
Niemieckie okręty w bazie HMS Ferret

Operacja Deadlight – kryptonim operacji niszczenia niemieckich okrętów podwodnych (U-Bootów), które po kapitulacji Niemiec w II wojnie światowej dostały się w ręce aliantów.
Pod koniec wojny Niemcy dysponowali jeszcze ponad 350 okrętami podwodnymi. W maju 1945 roku 219 z nich zostało samozatopionych w ramach operacji Regenbogen. 116 spośród 156 zdobytych niemieckich okrętów podwodnych zostało zatopionych na przełomie 1945 i 1946 roku w pobliżu północnoirlandzkiego portu Lisahally i w szkockiej zatoce Loch Ryan. Ostatnim zatopionym okrętem był U-3514; miało to miejsce 12 lutego 1946 roku. W operacji brały udział okręty Royal Navy i Polskiej Marynarki Wojennej (niszczyciele: OORP „Błyskawica”, „Garland”, „Krakowiak”, „Piorun”) oraz lotnictwo.

## Okręty biorące udział w operacji Deadlight
- lotniskowiec eskortowy: „Nairana”(inne języki)
- niszczyciele
  - typu Grom: „Błyskawica”
  - typu G: „Garland”
  - typu O: „Obedient”, „Onslaught”, „Offa”, „Onslow”, „Orwell”
  - typu N: „Piorun”
  - typu Battle: „Solebay”
  - typu Z: „Zealous”
- niszczyciele eskortowe
  - typu Hunt: „Blencathra”, „Krakowiak”, „Mendip”, „Pytchley”, „Quantock”, „Southdown”, „Zetland”
- fregaty
  - typu Captain: „Cosby”, „Cubitt”, „Rupert”
  - typu Loch(inne języki) / Bay: „Cawsand Bay”, „Loch Arkaig”, „Loch Shin”
- slup typu Shoreham: „Fowey”
- okręty podwodne
  - typu T: „Tantivy”, „Templar”
- holowniki: „Bustler”, „Emulous”, „Enchanter”, „Enforcer”, „Freedom”, „Masterful”, „Prosperous”, „Saucy”.

## U-Booty zatopione w czasie operacji Deadlight

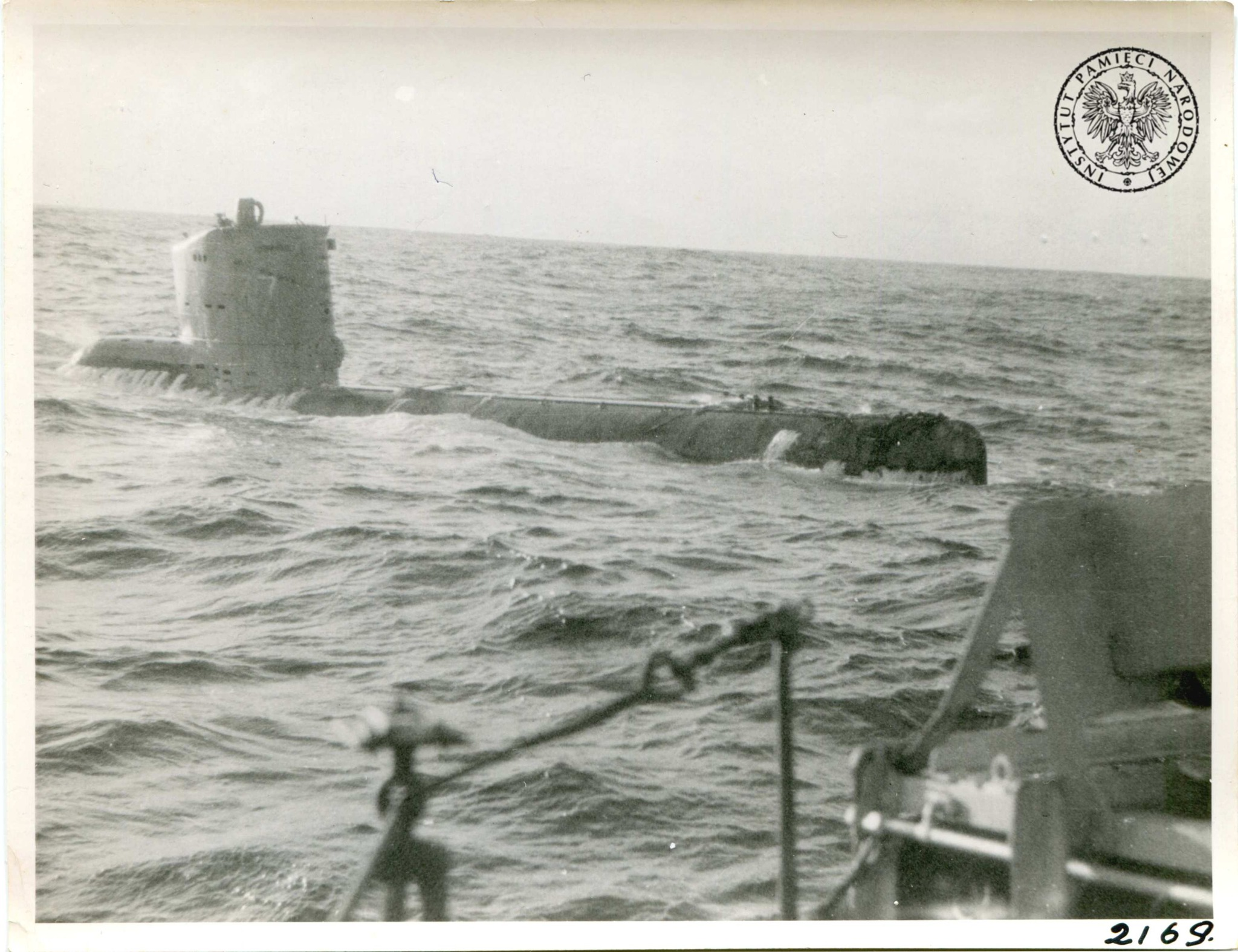
Niemiecki okręt podwodny U-2337 holowany przez ORP Krakowiak

- typu IID: U-143, U-145, U-149, U-150 (4 jednostki)
- typu VIIC: U-244, U-245, U-249, U-255, U-278, U-281, U-291, U-312, U-313, U-363, U-368, U-369, U-427, U-481, U-483, U-485, U-637, U-668, U-680, U-716, U-720, U-739, U-760, U-764, U-773, U-775, U-776, U-778, U-779, U-825, U-826, U-901, U-907, U-928, U-956, U-968, U-975, U-978, U-991, U-992, U-994, U-1052, U-1102, U-1194, U-1198, U-1203 (46 jednostek)
- typu VIIC/41: U-293, U-294, U-295, U-298, U-299, U-318, U-328, U-930, U-997, U-1002, U-1004, U-1005, U-1009, U-1010, U-1019, U-1022, U-1023, U-1103, U-1104, U-1109, U-1110, U-1163, U-1165, U-1271, U-1272, U-1301, U-1307 (27 jednostek)
- typu VIID: U-218
- typu VIIF: U-1061
- typu IXC: U-155, U-516(inne języki) (2 jednostki)
- typu IXC/40: U-170, U-532, U-539, U-541, U-802, U-806, U-868, U-1230, U-1233 (9 jednostek)
- typu IXD: U-861, U-874, U-875 (3 jednostki)
- typu IXD/42: U-883
- typu XXI: U-2502, U-2506, U-2511, U-3514 (4 jednostki)
- typu XXIII: U-2321, U-2322, U-2324, U-2325, U-2328, U-2329, U-2334, U-2335, U-2336, U-2337, U-2341, U-2345, U-2350, U-2351, U-2354, U-2356, U-2361, U-2363 (18 jednostek).

## U-Booty, które uniknęły zatopienia podczas operacji Deadlight
| Nazwa  | Typ     | Los okrętu |  |
| ------ | ------- | --- |  |
| U-181  | IXD2    | Przejęty przez Japonię jako I 501, po jej kapitulacji zatopiony przez Royal Navy w lutym 1946.                                                               |  |
| U-190  | IXC/40  | Przejęty przez Kanadę, zatopiony w październiku 1947. |  |
| U-195  | IXD1    | Przejęty przez Japonię jako I 506, po jej kapitulacji zatopiony przez Royal Navy w lutym 1946.                                                               |  |
| U-219  | XB      | Przejęty przez Japonię jako I 505, po jej kapitulacji zatopiony przez holenderską marynarkę w lutym 1946.                                                    |  |
| U-234  | XB      | Poddany i przejęty przez US Navy, zatopiony w listopadzie 1947.                                                                                              |  |
| U-262  | VIIC    | Uszkodzony podczas bombardowania Gdyni w grudniu 1944, złomowany po wojnie w Kilonii.                                                                        |  |
| U-471  | VIIC    | Uszkodzony podczas bombardowania Tulonu w sierpniu 1944, wcielony do francuskiej marynarki jako „Millé”, złomowany w lipcu 1963.                             |  |
| U-505  | IXC     | Zdobyty na morzu przez US Navy w czerwcu 1944, obecnie okręt-muzeum w Chicago.                                                                               |  |
| U-510  | IXC     | Poddany w St. Nazaire, wcielony do francuskiej marynarki jako „Bouan”, złomowany w 1960.                                                                     |  |
| U-511  | IXC     | Sprzedany Japonii, wcielony do marynarki jako RO-500, po jej kapitulacji zatopiony przez US Navy w kwietniu 1946.                                            |  |
| U-530  | IXC/40  | Poddany w Argentynie, przekazany US Navy, zatopiony w listopadzie 1947.                                                                                      |  |
| U-573  | VIIC    | Internowany, a następnie sprzedany Hiszpanii w maju 1942, wcielony do marynarki jako G 7, w służbie do maja 1970.                                            |  |
| U-712  | VIIC    | Przekazany Royal Navy, wykorzystywany do testów, złomowany w 1950.                                                                                           |  |
| U-758  | VIIC    | Uszkodzony i skreślony z listy floty w marcu 1945, złomowany w Kilonii w latach 1946-1947.                                                                   |  |
| U-766  | VIIC    | Skreślony z listy floty w sierpniu 1944, wcielony do francuskiej marynarki jako „Laubie”, skreślony z listy floty w marcu 1963.                              |  |
| U-805  | IXC/40  | Poddany US Navy, zatopiony w lutym 1946. |  |
| U-858  | IXC/40  | Poddany US Navy, zatopiony w 1947. |  |
| U-862  | IXD2    | Przejęty przez Japonię jako I 502, po jej kapitulacji zatopiony przez Royal Navy w lutym 1946.                                                               |  |
| U-873  | IXD2    | Poddany US Navy, wykorzystywany do prób, złomowany w 1948.                                                                                                   |  |
| U-889  | IXC/40  | Poddany w Kanadzie, przekazany US Navy, zatopiony w 1947. |  |
| U-926  | VIIC    | Wcielony do norweskiej marynarki jako „Kya”, w służbie do 1964.                                                                                              |  |
| U-953  | VIIC    | Przejęty przez Royal Navy, wykorzystywany do prób, złomowany w 1950.                                                                                         |  |
| U-977  | VIIC    | Internowany w Argentynie, poddany US Navy, zatopiony jako cel 13 listopada 1946.                                                                             |  |
| U-995  | VIIC/41 | Wcielony do norweskiej marynarki jako „Kaura” w 1952, skreślony z listy floty w 1965, obecnie okręt-muzeum w Laboe (Niemcy).                                 |  |
| U-1054 | VIIC    | Po kolizji skreślony z listy floty we wrześniu 1944, złomowany po wojnie.                                                                                    |  |
| U-1057 | VIIC    | Przekazany ZSRR w grudniu 1945, wykorzystywany m.in. podczas prób z bronią jądrową, skreślony z listy floty w październiku 1957.                             |  |
| U-1058 | VIIC    | Przekazany ZSRR w grudniu 1945, skreślony z listy floty w marcu 1958.                                                                                        |  |
| U-1064 | VIIC/41 | Przekazany ZSRR w grudniu 1945, skreślony z listy floty w marcu 1974.                                                                                        |  |
| U-1105 | VIIC/41 | Wcielony do Royal Navy, przekazany US Navy w 1946, wykorzystywany do prób, zatopiony we wrześniu 1949.                                                       |  |
| U-1108 | VIIC/41 | Wcielony do Royal Navy, wykorzystywany do prób, złomowany w maju 1949.                                                                                       |  |
| U-1171 | VIIC/41 | Wcielony do Royal Navy, złomowany w kwietniu 1949. |  |
| U-1202 | VIIC    | Wcielony do norweskiej marynarki jako „Kinn” w 1951, skreślony z listy floty w 1961, złomowany w 1963.                                                       |  |
| U-1228 | IXC/40  | Poddany US Navy, zatopiony w lutym 1946. |  |
| U-1231 | IXC/40  | Przekazany ZSRR w grudniu 1945, skreślony z listy floty w styczniu 1968.                                                                                     |  |
| U-1305 | VIIC/41 | Przekazany ZSRR w grudniu 1945, wykorzystywany m.in. podczas prób z bronią jądrową, skreślony z listy floty w marcu 1958.                                    |  |
| U-1406 | XVIIB   | Zatopiony po kapitulacji w wyniku sabotażu, podniesiony, przetransportowany do USA we wrześniu 1945, wykorzystywany do prób, złomowany w maju 1948.          |  |
| U-1407 | XVIIB   | Zatopiony po kapitulacji w wyniku sabotażu, podniesiony, wcielony do Royal Navy jako HMS „Meteorite”, złomowany w 1949.                                      |  |
| U-2326 | XXIII   | Wcielony do Royal Navy, przekazany francuskiej marynarce w 1946, zatonął w wyniku wypadku w grudniu 1946.                                                    |  |
| U-2348 | XXIII   | Wcielony do Royal Navy, złomowany w Belfaście w kwietniu 1949.                                                                                               |  |
| U-2353 | XXIII   | Przekazany ZSRR w grudniu 1945, skreślony z listy floty w marcu 1952, złomowany w 1963.                                                                      |  |
| U-2513 | XXI     | Przekazany US Navy w sierpniu 1945, zatopiony w październiku 1951.                                                                                           |  |
| U-2518 | XXI     | Wcielony do Royal Navy, przekazany francuskiej marynarce w lutym 1946 jako „Roland Morillot”, skreślony z listy floty w październiku 1967, złomowany w 1969. |  |
| U-2529 | XXI     | Przekazany ZSRR w grudniu 1945, skreślony z listy floty we wrześniu 1972.                                                                                    |  |
| U-3008 | XXI     | Przekazany US Navy w sierpniu 1945, wykorzystywany do prób, zatopiony w maju 1945, podniesiony z dna i złomowany.                                            |  |
| U-3017 | XXI     | Wcielony do Royal Navy, wykorzystywany do prób, złomowany w listopadzie 1949.                                                                                |  |
| U-3035 | XXI     | Przekazany ZSRR w grudniu 1945, skreślony z listy floty w marcu 1958.                                                                                        |  |
| U-3041 | XXI     | Przekazany ZSRR w grudniu 1945, skreślony z listy floty we wrześniu 1958.                                                                                    |  |
| U-3515 | XXI     | Przekazany ZSRR w lutym 1946, skreślony z listy floty we wrześniu 1959.                                                                                      |  |
| U-4706 | XXIII   | Formalnie wcielony do norweskiej marynarki jako „Knerter”, nie osiągnął zdolności operacyjnej, złomowany w 1954.                                             |  |
| U-D5   | O 21-27 | Ex-O 27, zwrócony holenderskiej marynarce, skreślony z listy floty w październiku 1959, złomowany w 1961.                                                    |  |

W kolejnych latach jeszcze kilka jednostek zostało podniesionych z dna i wyremontowanych.